# Bargen (Berna)
Bargen (toponimo tedesco) è un comune svizzero di 1 009 abitanti del Canton Berna, nella regione del Seeland (circondario del Seeland).

## Monumenti e luoghi d'interesse

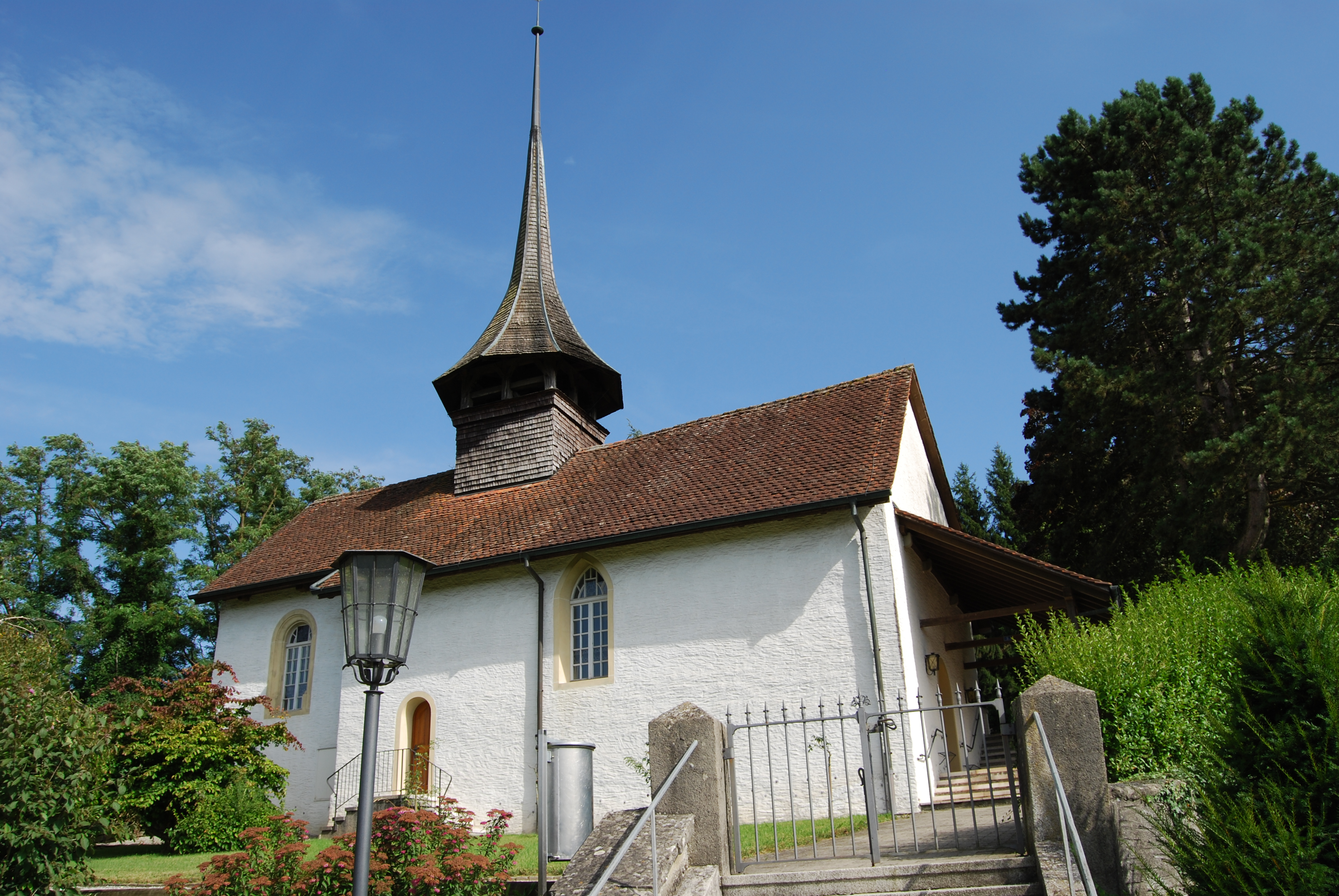
La chiesa riformata

- Chiesa riformata (già di Santa Maria), attestata dal 1228 e ricostruita nel 1671-1672[1].

## Società

### Evoluzione demografica
L'evoluzione demografica è riportata nella seguente tabella:
Abitanti censiti

## Infrastrutture e trasporti
Bargen è servito dall'omonima stazione sulla ferrovia Palézieux-Lyss.

## Amministrazione
Ogni famiglia originaria del luogo fa parte del cosiddetto comune patriziale e ha la responsabilità della manutenzione di ogni bene comune.